# Китоглав
Китогла́в, или короле́вская ца́пля (лат. Balaeniceps rex) — вид птиц из отряда пеликанообразных, единственный представитель семейства китоглавых (Balaenicipitidae). Очень крупная птица, её высота в среднем составляет 1,2 м, размах крыльев — 2,3 м, а масса — от 4 до 7 кг. Обитает на тропических болотах Восточной Африки.
В отличие от большинства других птиц, глаза китоглава расположены на передней части черепа, а не по бокам, что позволяет ему иметь бинокулярное зрение. Ввиду массивности клюва, птица кладёт его на грудь во время отдыха или охоты.

## Название
В немецком и английском языках названия китоглава переводится как «ботинкоклювый» (англ. Shoebill). Птица получила такое название из-за огромного клюва в форме башмака. Родовое название Balaeniceps происходит от слияния двух латинских слов: «balaena» — кит и «ceps» — голова, видовое название rex (король), вероятно, появилось из-за слегка взъерошенных перьев на затылке птицы, создающих впечатление фальшивой короны, или из-за массивного размера его тела, делающего птицу одной из самых больших в пределах болота.

## Места обитания
Китоглавые населяют восточно-центральную часть Африки. Обитают во всем верхнем бассейне Нила и его многочисленных притоках, в водоемах Рифтовой долины, самом западном и южном, вплоть до Танзании, Замбии, в том числе, встречается в Южном Судане, Эфиопии, Уганде, Центральной Африке, Руанде, Демократической Республике Конго. Территория образует полосу с направлением север-юг, равномерно разделена экваториальной линией. Оседлая птица, обычно всю жизнь проводит в той местности, где родилась.
Обитают в труднодоступных, неудобных, недосягаемых и мало проходимых местах. Основные популяции обитают в Южном Судане (в основном в Судде), водно-болотных угодьях северной Уганды и западной Танзании, болоте Бангвеулу на северо-востоке Замбии. Небольшие популяции занимают восточную часть Демократической Республики Конго и Руанду. Ареал этой птицы обычно совпадает с распространением зарослей папируса и двоякодышащей рыбы. Ареал китоглава довольно велик, однако отдельные популяции могут быть очень малы и разрознены.

## Описание
Имеет общую форму тела, несколько похожую на аиста, на основании этой морфологии ранее относился к аистам отряда аистообразных. Генетические данные схожи с пеликанами, цаплями и пеликанообразными. У птиц серые перья, белый живот и небольшой гребень из перьев на затылке, длинные тонкие ноги с большими пальцами. Оперение в целом аспидно-голубовато-серое и более тёмно-серое на голове. Взрослые птицы в основном серые, молодые имеют более коричневый окрас. Самцы крупнее самок и имеют более длинные клювы. Первичные перья имеют черные кончики, а вторичные — зеленоватый оттенок. Нижняя часть оперения более светлого серого оттенка. Оперение взрослых особей во время брачного периода не отличается от обычного. На затылке небольшой пучок перьев, который может образовывать хохолок. Только что вылупившийся китоглав покрыт серебристо-серым шелковистым пухом, молодые особи имеют более тёмный оттенок серого цвета, чем взрослые особи. Глаза большие, желтоватого или серовато-белого цвета, округлые и довольно большие, пригодные для охоты даже при недостаточном освещении.
Голова непропорциональна телу, её поддерживает сильная шея с развитой мускулатурой. Клюв — наиболее заметная особенность китоглавов, по форме напоминает башмак. Клюв очень крепкий и непропорционален голове птицы. Цвет желтоватый с тёмными пятнами, размером более 20 см в длину, 10 см в ширину и высоту, почти квадратной формы, слегка седловидной в верхней части, имеет острые края, заканчивается острым изогнутым крюком, что помогает захватывать и поедать добычу, а также разрывать или наносить ей смертоносный удар. Жертвы, обычно довольно крупные, чаще проглатываются целиком, лишь изредка, или когда предназначены для птенцов, могут быть разрезаны на куски. Клюв птица использует также как ёмкость для переноса воды птенцам, чтобы охлаждать их в сильную жару: он может содержать до одного литра воды. Пальцы на ногах длинные, почти 17 см, средний палец может достигать исключительной длины почти в двадцать сантиметров, что подходит для движения по илистому грунту и водной растительности. Ноги длинные и очень крепкие с очень длинными пальцами, которые помогают тяжёлым птицам ходить по заболоченной территории и кустам. Китоглав может быть более 120 см в длину при общей высоте почти 150 см. Его вес достигает 7 кг, что объясняет массивное строение птиц и размах крыльев около 250 см. Крылья длинные и широкие, поэтому подходят не только для полёта, но и для вращения. Эту операцию китоглавы выполняют редко, но с большим мастерством. Шея массивная, короткая и крупная, с хорошо развитой мускулатурой..
Мигательная перепонка на глазах толстая и матовая, сероватого цвета — похожа на перепонки глаз крупных рептилий.

## Образ жизни
Китоглав хорошо приспособлен к жизни на болотах, так как его длинные ноги заканчиваются ступнёй с широко расставленными пальцами, что позволяет ему без труда передвигаться по топкой почве. Китоглав может долгими часами неподвижно стоять на мелководье. Птица наиболее активна на рассвете, однако нередко охотится и днём. Размах её крыльев составляет 2 м, поэтому парящая птица производит внушительное впечатление. Китоглавы никогда не встречаются группами. Только когда пищи не хватает, кормятся рядом. Часто самец и самка размножающейся пары кормятся на противоположных сторонах своей территории. Взрослые птицы используют горловое трепетание звука. Китоглавы обычно молчаливы, но часто стучат клювами, что характерно для настоящих аистов. Взрослые часто делают это, приветствуя друг друга в гнезде, молодые птицы также стучат клювами. Взрослые особи издают скулящий или «мычащий» звук, а молодые икают, особенно когда выпрашивают еду. Основными органами чувств, используемыми во время охоты, являются зрение и слух. Бинокулярное зрение, ввиду широкого охвата территории, помогает им обнаруживать хищников. Китоглавы держат голову и клюв вертикально вниз во время отдыха и охоты, прижимая его к груди.
Китоглавы не мигрируют, пока существуют хорошие условия для кормления. Однако в некоторых районах они совершают сезонные перемещения между зонами гнездования и кормления. Как многие крупные представители пернатых, используют для полётов термики, их часто можно увидеть парящими над своей территорией. В полете шея втянута. Исследователи, изучающие этих птиц, смогли приблизиться к гнезду птицы на расстояние не более двух метров. Китоглав не угрожает людям, приближающимся к нему, и предпочитает улетать, если видит угрозу.

## Пища
Китоглав кормится днём. Он старательно обследует плавающие островки водных растений. Обычно китоглав питается рыбой, главным образом протоптерами, тилапиями и сомами, он также ловит лягушек, змей и даже молодых черепах и крокодилов. Во время охоты эта птица отличается огромным терпением. Без движения, с опущенной головой, она терпеливо поджидает в зарослях тростника, когда невдалеке появится добыча.
Китоглавы проводят большую часть своего времени в поисках пищи. Основную часть их рациона составляют двоякодышащие рыбы (Protopterus), рыбы из семейства многопёровых (Polypterus), сомы, тиляпии и водяные змеи. Его уникальный острый крючок на конце клюва позволяет китоглаву хватать крупную добычу. Иногда они также едят лягушек, варанов, черепах, молодых крокодилов, моллюсков и падаль. Наиболее подходящее место для ловли добычи — мелководье с высокой растительностью, в которой они не слишком заметны. Китоглавы предпочитают стоять и ждать или медленно бродить в поисках пищи. Когда добыча обнаружена, голова и шея быстро вытягиваются, в результате чего птица падает вперёд и вниз, оглушая добычу. Вместе с добычей собирают растительность. Чтобы избавиться от неё, покачивают головой из стороны в сторону, удерживая пищу и отделяя добычу от растений, а затем глотают. Нередко, прежде чем съесть рыбу, китоглав отрывает ей голову.

## Размножение
Гнездовой период китоглава зависит от региона, в котором он обитает. Например, в Судане он начинается с прекращением сезона дождей. О брачном поведении этой птицы в природе пока известно немного. В неволе брачный ритуал китоглава состоит из кивков и вытягивания шеи, щелканья клювом и глухих звуков. Китоглавы гнездятся поодиночке. Участок диаметром до трёх метров вытаптывается и расчищается для гнезда, которое располагается либо на небольшом островке, либо на массе плавающей растительности. Основание для гнезда — стебли папируса и тростника, сплетаются, образуя большую конструкцию диаметром около метра. Лоток гнезда выстилается сухой травой. В период размножения эти птицы очень территориальны и защищают гнездо от любых хищников или конкурентов. Время размножения варьируется в зависимости от местоположения, но обычно совпадает с началом засушливого сезона. Репродуктивный цикл от строительства гнезда до оперения птенцов длится от 6 до 7 месяцев. В течение 5 дней самка откладывает 1—3 яйца. Китоглавы являются моногамными, оба родителя участвуют в строительстве гнезда, насиживании и выращивании птенцов. Днём родители разделяют между собой заботы по их воспитанию и удовлетворению их потребностей. К концу цикла размножения обычно остаётся только один птенец из-за хищничества или отсутствия пищи. Инкубационный период составляет около 30 дней. Птенцы вылупляются примерно через 30 дней, после чего взрослые птицы кормят птенцов отрыгнутой, а затем свежей пищей не менее 1-3 раз в день и до 5-6 раз в день по мере взросления. Пища целиком извергается из пищевода прямо в клюв птенца. Детёныши достигают половой зрелости на третий-четвёртый год, до этого они живут в одном районе с родителями. Чтобы яйца оставались прохладными, взрослый китоглав набирает полный клюв воды и выливает её на гнездо или кладёт мокрую траву вокруг яиц, переворачивая их ногами или клювом. Обливание и охлаждение продолжаются и после того, как птенцы вылупятся — до тех пор, пока они не покроются настоящими перьями
Развитие китоглавов — медленный процесс по сравнению с большинством других птиц. Перья полностью не развиваются примерно до 60 дней, процесс оперения может достигать 95 дней. Вначале птенцы покрыты мягким серым пухом. Клювы у них небольшие, однако уже имеют острый крючковатый кончик. Из всех вылупившихся птенцов выживает, как правило, только один. Через месяц молодой китоглав начинает глотать более крупные куски корма. В гнезде он остаётся в течение двух месяцев, даже подросший птенец часто возвращается «домой». Только в возрасте 4 месяцев птицы становятся полностью самостоятельными. Клюв значительно увеличивается, когда птенцам исполняется 23 дня и становится хорошо развитым к 43 дням. Молодые птенцы не могут летать примерно до 105—112 дней. Родители продолжают кормить птенцов около месяца после оперения. После этого молодые китоглавы полностью независимы от своих родителей. Средняя продолжительность жизни в природе 35 лет, в зоопарках — до 50 лет.
- Клювом-сачком китоглав зачерпывает рыбу и лягушек вместе с водой
- Обитает китоглав в болотистой местности тропических районов Африки
- О брачном поведении этой птицы в природе пока известно немного
- Гнездо китоглава велико и представляет собой большую плоскую платформу из стеблей и тростника, всегда хорошо спрятанную в укромных местах
- Китоглав способен долгое время оставаться неподвижным

## Таксономия
Таксономия аистов-китоглавов была отмечена спорами о том, какие птицы являются их ближайшими родственниками. Пятна и сиринкс связывают его с цаплями (Ciconiiformes), в то время как морфология языка показывает, что он больше всего похож на молотоглава. Поведение китоглава, особенно стук клювом, и морфология стремени в полости среднего уха предполагают его родство с настоящими аистами (Ciconiiformes). Предыдущий биохимический анализ поместил аистов-китоглавов в подсемейство Pelecanidae. В настоящее время они помещены в собственное семейство и отряд Balaenicipitiformes, и это единственный вид, принадлежащий к этому семейству и роду. Джон Гульд, увидев в середине XIX века первый образец птицы в коллекции ноттингемского джентльмена, добывшего его в Судане на берегах Верхнего Нила, по которому была сделана научная классификация, был сильно впечатлён и с изумлением сказал, что это существо «было самой необычной птицей за много лет, которую он когда-либо видел».

## Охранный статус
Китоглавы достаточно редкие птицы, их численность составляет 5—8 тысяч. Занесён в Красный список МСОП как уязвимый вид, поскольку, по оценкам, он имеет единственную большую популяцию в пределах широкой области распространения. Популяция постоянно сокращается из-за охоты, нарушения гнездования, изменения среды обитания — выжигание лесов и осушение болот, а также из-за того, что земля освобождается для пастбищ, и иногда крупный рогатый скот вытаптывает гнёзда. Сжигание сельскохозяйственных культур и загрязнение земли отходами от нефтяной промышленности и кожевенных заводов также влияют на сокращение среды обитания. В некоторых местах на китоглавов охотятся как на еду, в других их уничтожают, потому что считается, что встреча с птицей служит плохим предзнаменованием.

## Факты
- В компьютерном анимационном фильме 2000 года студии Pixar «О птичках» образ китоглава использован для создания одного из персонажей — большой птицы.